# Уран (елемент)
Вижте пояснителната страница за други значения на Уран.
Уранът е тежък, силно токсичен, радиоактивен метал с блясък. Означава се с U и е 92-рият елемент в периодичната система, принадлежащ на групата на актинидите. Има плътност 19,1 g/cm3, топи се при 1132,2 °C и кипи при 4131 °C. Уранът се среща в малки количества в природата и живите организми (включително и хората). Ядрото на неговия изотоп уран-235 (235
92U) е „четно-нечетен“, което го характеризира като нестабилен, дели се спонтанно. Концентрацията на 235
92U в природния уран е 0,711% – концентрация твърде недостатъчна за производство на ядрено гориво (с изключение на ядреното гориво за някои реактори, които използват природен уран като гориво). Повишаване на концентрацията на 235
92U се извършва в т.нар. „радиохимични заводи“ в „разделителни каскади“. Работата на „разделителните каскади“ е основана на физическите свойства на изотопа (изотопите на даден химичен елемент имат едни и същи химически свойства), а именно теглото (респ. атомната маса). Продуктите, които излизат от разделителната каскада, са „обогатен“ уран и „обеднен“ уран. Концентрацията на 235
92U в „обогатения“ е по-висока от тази на природния, а в „обеднения“ е под тази на природния. Чрез просто уравнение може да се определи количеството на материала (0,741% 235
92U) на входа и броя на стъпалата на каскадата, необходими за получаване на определено количество материал на изхода от каскадата с предварително зададена концентрация на 235
92U.
Обикновено уранът е с 4-та или 6-а валентност. Среща се в кисела и алкална среда. При първата наблюдаваме 1-ви тип находища, а при 2-рия – съответно втори тип. В България има и от двата типа находища, но преобладават киселите. Окислението на урана чрез ферийоните се извършва с много висока скорост. Разтворимата фаза на урана се нарича уранил сулфат. Уранът поддържа хемолитотрофен метаболизъм. Той служи като източник на енергия от химичен произход. В кисела среда се разтваря чрез косвен и пряк механизъм. Пречистването на водите от този химичен елемент става чрез сорбцията му от органични и неорганични сорбенти. Биологичното разтваряне на урана е от голямо значение, то не се използва за добив на U, а за пречистване на води и почви.
Най-големите производители на уран в света са Казахстан (41% от световното производство), Канада, Австралия, Нигер, Намибия и Русия.

## Откриване
През XVIII век била известна руда, наречена „уранова смола“, която представлява черен тежък минерал. Предполагало се е, че тя се състои от цинк и желязо. С първите изследвания на този минерал се заел германският химик аналитик Мартин Хайнрихт Клапрот през 1789 г. В началото той стигнал до заключението, че в рудата има субстанция, съдържаща нов неизвестен метал. След продължителна химична обработка той получил малки зрънца, които били оксид на новия метал. Клапрот нарекъл новия метал „уран“ в чест на новооткритата няколко години преди това (1781 г.) планета Уран. През 1841 г. французинът Южен Мелшиор Пелиго отделил чист уран чрез редукция на уранов тетрахлорид (UCl4) с калай.
През 1896 г. френският физик Анри Бекерел открива радиоактивността му, поставяйки началото на новата съдба на урана – метал от новата история на човечеството.

## Разпространение
Съдържанието на уран в земната кора е 2,4×10-4%, с което е на около 48-о място по разпространение. Той е силно разсеян в океаните и моретата, почвата, скалните образувания, растителните и животинските организми. Най-важните минерали, съдържащи уран, са: уранова смола (съдържа до 90% U3O8), уранит (до 65 – 75% UO2•UO3), ураноторианит (4 – 34% смес на уранови оксиди), силикат, каронлит.
Най-важните залежи на уранови минерали са в Конго, Канада, Колорадо, Мадагаскар, Бохемия и Австралия.

## Физични свойства
При нормални температура и налягане уранът е тежък, сребристосив метал с метален блясък. Температурата му на топене е 1135 °С, а на кипене 4131 °С. Специфичното му тегло е 19 g/cm3 (изчислено 19,04 g/cm3 и измерено 18,95 g/cm3). Притежава слаби парамагнитни свойства при 0,7 К.

### Алотропни модификации
Металният уран кристализира в три алотропни форми: орторомбичен α-уран, устойчив до 665 °С; β-уран, тетрагонален, превръщащ се в кубчен обемноцентричен γ-уран. Модификациите α- и β-уран се отличават с ярко изразена анизотропия, при което някои свойства, напр. коефициенът на топлинно разширение, се отличават по различите направления на осите на симетрия.

### Изотопи
В природата уранът има само радиоактивни изотопи.

## Химични свойства
Уранът е радиоактивен химичен елемент с атомен номер 92 и символ U от групата на актинидите. Има атомно тегло 238,0289. Последните три обвивки на урана имат структура 5s25p65f36s26p66d17s2. Прибавя се електрон към 5f-подслоя, характерно за актинидите.
Уранът се разтваря в киселини, но не и в основи. Важни окислителни състояния са +4 (като UO2) и +6 (като UO3). Възможни са също +3 и +5, но тези съединения са нестабилни.
Чист уран се получава от UO2. Обработва се прах от уранов диоксид с газообразен флуороводород при 550 °С, при което се получават уранов тетрафлуорид и водна пара по следната реакция:
{\displaystyle {\ce {UO2 + 4HF -> UF4 + 2H2O}}}.
Следва процес, при който флуоридът се редуцира с магнезий – гранулиран UF4 и фино надробен магнезий в излишък се загряват до 700 °С. Протича екзотермична реакция и отделената топлина е достатъчна да разтопи сместа, която е главно уран и шлака от магнезиев дифлуорид:
{\displaystyle {\ce {UF4 + 2Mg -> U + 2MgF2}}}.
Уран може да се получи и чрез електролиза на уранов тетрафлуорид.
Уранът образува голямо количество бинарни и тройни сплави с много метали, твърди разтвори и интерметални съединения. Той образува хидриди, бориди, карбиди, силициди, фосфиди, халогениди, нитриди, оксиди и т.н.

## Приложение
Десетилетия наред уранът няма практическо приложение. Менделеев го поставя на последно място в периодичната система, като поправя атомното му тегло от приетото тогава 120 на 240. През 1896 г. е открита радиоактивността му, която впоследствие дава практическото му приложение.
Най-широко използване има изотопът на урана 235U, при който е възможна самоподдържаща се верижна ядрена реакция на ядрено делене от топлинни неутрони. Затова този изотоп се използва като гориво в ядрени реактори, както и в ядрени оръжия.

## Добив на уран в България
В България добивът на уран води началото си от мина Бухово (област София), където през 1938 г. Третият райх започва добивни работи, за да получи суровина за ядрената си програма. След края на Втората световна война Народна република България започва да изнася добитата суровина за СССР. През следващите години са открити още множество находища в Стара Планина, Родопите и другаде. През 1988 г. в България работят 47 уранови мини, с общ добив от 662 тона за съответната година, което е 1,5% от световния добив. През 1992 г. добивът на уран в Република България е преустановен и обявен за икономически неизгоден. Към 2014 г. доказаните запаси уран на територията на България се равняват на 35 374 тона. Най-големите находища са Бухово, Симитли, Елешница, Момино, Белозем, Симеоновград и Смолян.